# リュウキュウツチトリモチ

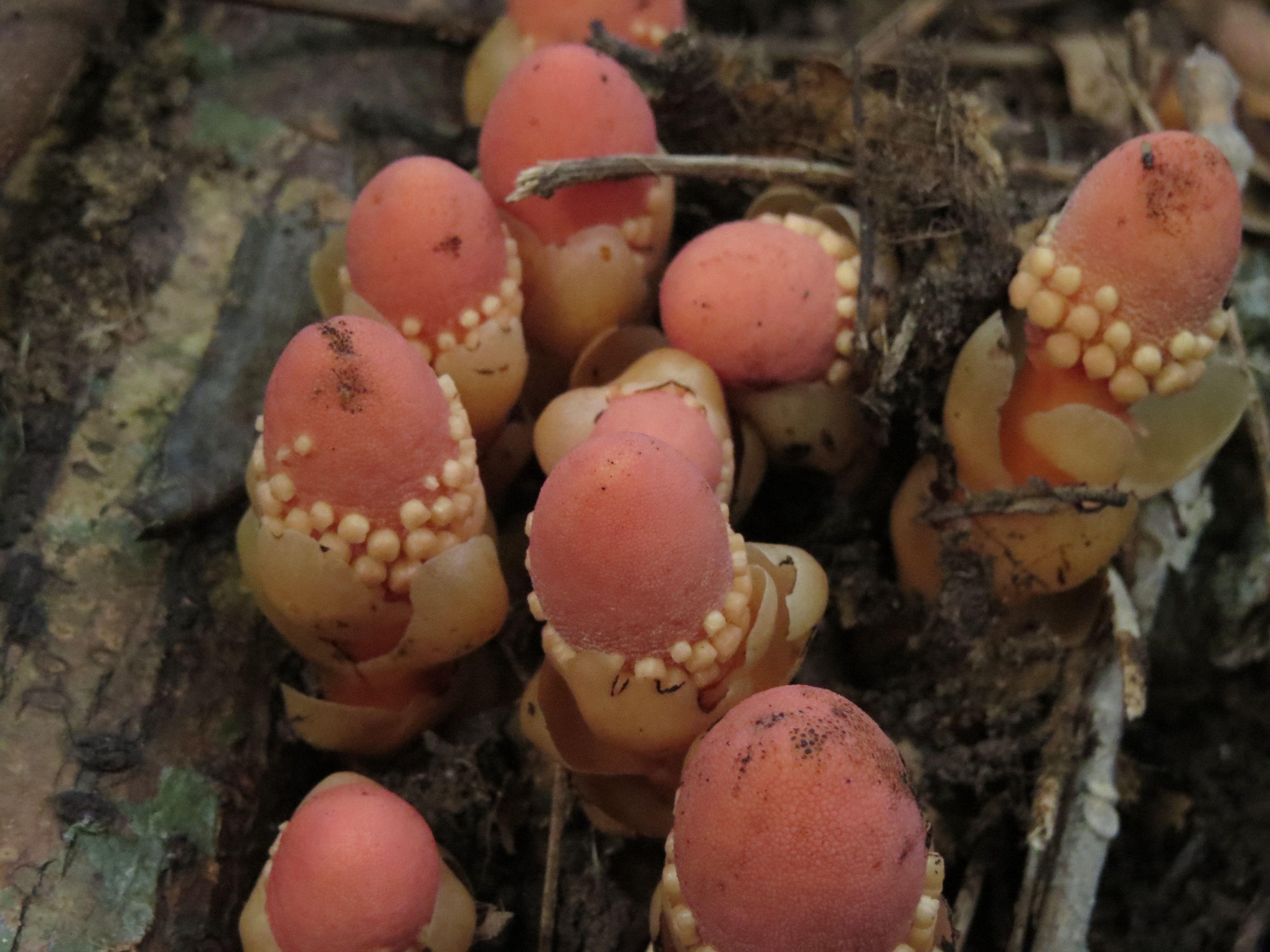
リュウキュウツチトリモチ　地上に現れて間もない花　西表島11月

リュウキュウツチトリモチ（琉球土鳥黐、Balanophora fungosa、シノニム：B. kuroiwai）とは、ツチトリモチ科ツチトリモチ属の寄生植物。

## 特徴
小型の寄生植物で、12 - 1月頃、高さ8 - 15cmの植物体（花茎）を地上に出す。鱗片葉は橙色、地上に出始めの頃は花茎に密着しているが、次第に開いていく。地下茎は塊状で、皮目がない。花茎はこの地下茎の頂端から複数個出る。花序は短くてほぼ球形をしている。雌雄同株で一つの花穂に雄花と雌花が一緒につく。花穂（花）は球形から楕円形（卵型）で、長さ1.5 – 3 cm、普通は帯紅色。ごく微少な雌花が花穂の表面に密生し、雄花は花穂の基部を取り巻くようにつく。雄花の花被は四枚で、成熟後に反り返る。雄しべは四つあるが、互いに寄り合うので花びらの真ん中に雄しべが一つだけ突き出しているように見える。
石灰岩地域の海岸林内で、クロヨナやリュウキュウガキ、オオバギに寄生し、場所によっては森林の地表に一面に姿を見せる。南西諸島ではキイレツチトリモチも似た場所に姿を見せる。

## 分布
日本には沖縄県の沖縄諸島（沖縄島、伊計島、久高島）、宮古諸島（宮古島）、八重山諸島（石垣島、竹富島、西表島、与那国島）及び尖閣諸島（魚釣島、久場島）に、日本国外には台湾、フィリピン、オセアニア、スラウェシ島に分布する。

## 分類について
リュウキュウツチトリモチは、牧野富太郎により琉球諸島固有種のB. kuroiwaiとされ、古い図鑑等ではこれを採用していることが多いが（沖縄県、1997・多和田、1989）、最近では、琉球諸島及び東南アジア・オセアニナ等に広く分布するB．fungosaと同一する事が定説になっている（沖縄県、2006）。

## 保護上の位置づけ
生育地である下記の地方公共団体が作成したレッドデータブックにも掲載されている。
- 沖縄県：準絶滅危惧